# Lichtenberg (cratera)

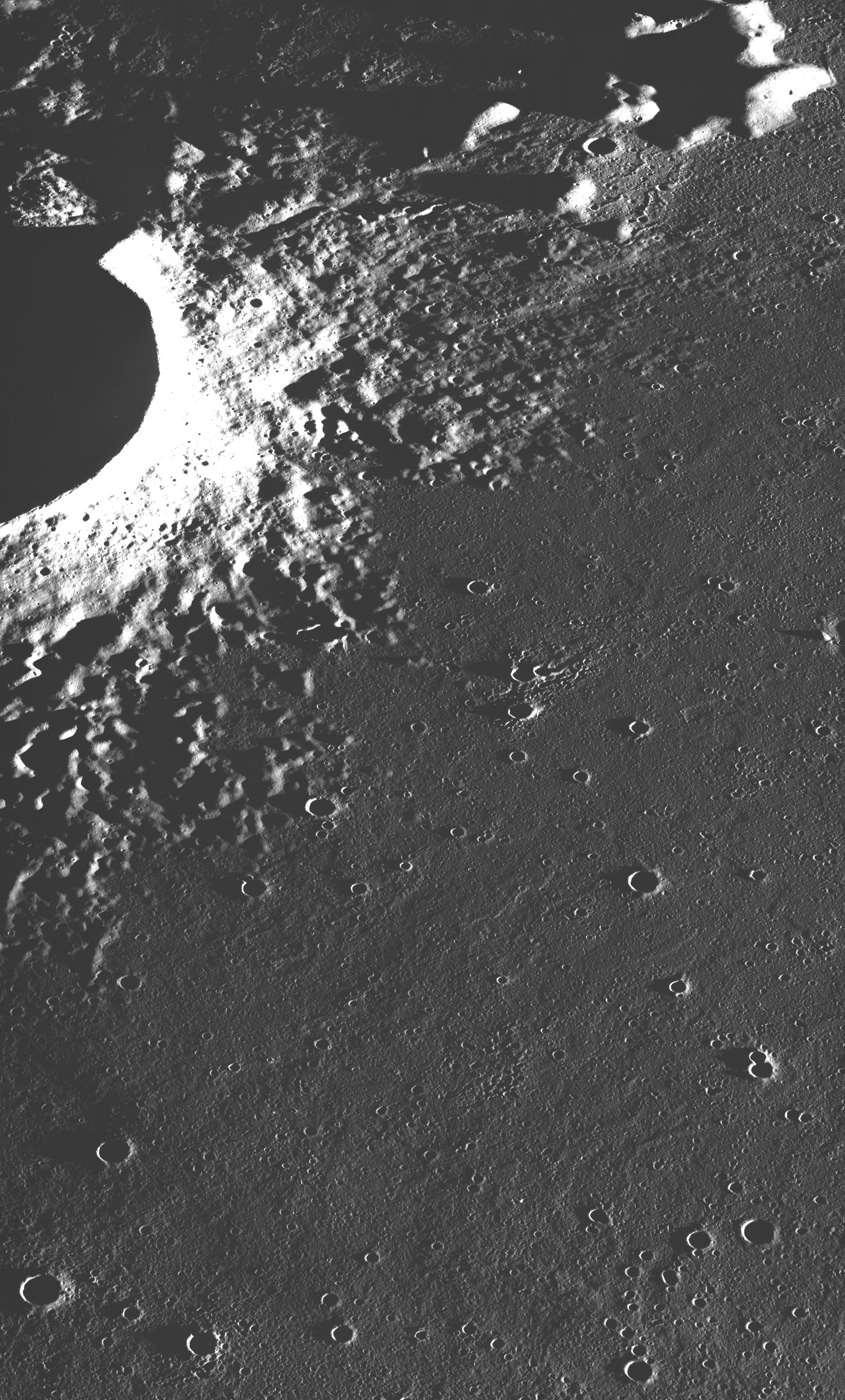
Oblíqua da parte de Lichtenberg, ao nascer do sol terminator, de Apollo 15, mostrando lava mare relativamente jovem à direita

Lichtenberg é uma cratera de impacto lunar isolada localizada na parte ocidental do Oceanus Procellarum .  A cratera mais próxima da nota é Briggs ao sul.
Lichtenberg tem um pequeno sistema de raios , uma característica das crateras da era copernicana .  Os raios se estendem para o norte e oeste da cratera, mas não para outros lugares. Os flancos remanescentes da superfície em torno da cratera exibem o baixo albedo da égua lunar , e os depósitos da égua têm coberto os raios existentes nos lados leste e sul da cratera. Eles estão, portanto, entre os depósitos mais jovens de lava basáltica na Lua, e acredita-se que tenham menos de 1 bilhão de anos de idade. O cientista lunar Paul Spudis defende uma missão de retorno de amostra não tripulada à jovem égua para obter uma data radiométrica absoluta que restringiria o período de tempo da formação dos maria na lua.
A borda dessa cratera é circular e afiada, com desgaste insignificante. Nos lados internos, o material solto deslizou para a base, formando um anel de seixos no piso interno.  Tanto o aro quanto o piso interno exibem um albedo relativamente alto, que geralmente é uma indicação de uma cratera mais jovem que não foi escurecida pelo intemperismo do espaço.  Lichtenberg cobre uma cratera fantasma maior em forma de anel a noroeste, que tem uma baixa elevação central.  Esse recurso é coberto por material de raio.
Lichtenberg foi observado no passado por ocorrências de fenômenos lunares transitórios. Eles geralmente assumem a forma de um patch temporário de tons vermelhos.

## Crateras satélites
Por convenção, essas características são identificadas nos mapas lunares, colocando a letra ao lado do ponto médio da cratera mais próximo de Lichtenberg.
| Lichtenberg | Latitude | Longitude | Diâmetro |
| ----------- | -------- | --------- | -------- |
| A           | 29,0 ° N | 60,1 ° W  | 7 km     |
| B           | 33,3 ° N | 61,5 ° W  | 5 km     |
| F           | 33,2 ° N | 65,3 ° W  | 5 km     |
| H           | 31,5 ° N | 58,9 ° W  | 4 km     |
| R           | 34,7 ° N | 70,2 ° W  | 34 km    |

As seguintes crateras foram renomeadas pela IAU .
- Lichtenberg G — Veja Humason (cratera).